# Polypodium puberulum
Polypodium puberulum är en stensöteväxtart som beskrevs av Diederich Franz Leonhard von Schlechtendal och Cham. Polypodium puberulum ingår i släktet Polypodium och familjen Polypodiaceae. Inga underarter finns listade.